# Овсище (Великолукский район)
О́всище — деревня в Великолукском районе Псковской области России. Входит в состав Переслегинской волости.

## География
Расположена на северо-западе района на реке Насва, в 32 км к северо-западу от райцентра Великие Луки.

## Население
| 2001 | 2002 | 2010 |
| ---- | ---- | ---- |
| 151  | ↘137 | ↘85  |

Численность населения деревни по состоянию на начало 2001 года составила 151 житель.

## История
С января 1995 до декабря 2014 года деревня входила в состав ныне упразднённой Горицкой волости.